# Соціографія
Соціографія
це графічне зображення форм суспільного життя людей обмежене певними рамками у часі і в просторі.
Соціографія (від лат. societas — суспільство і грецьк. grapho — пишу) — термін, запропонований Р. Штейнметцем у 1913 р. для позначення соціологічно-аналітичних досліджень, завдяки яким за допомогою емпіричних методів кількісно описуються життєдіяльність суспільства, масштаби, структура, динаміка різних соціальних процесів, поведінка соціально-економічних груп, територій; поселенських та інших соціальних спільнот.
Фердинанд Тенніс уважав, що соціографія на відміну від теоретичної соціології, досліджує соціальну динаміку конкретних форм соціального життя. І світова війна, а потім фашистський режим у Німеччині обмежили розвиток соціографії. У СРСР термін соціографія став уживатися для позначення кількісних соціальних досліджень. У наш час соціографія все більше стає прикладною дисципліною, в якій поєднується синтезування статистичних і прогнозних матеріалів, соціологічних обстежень, експертних оцінок та розрахунків з метою конкретизації теоретичних положень соціології, вивчення соціальних ситуацій та обґрунтування варіантів найбільш раціонального соціального розвитку.
Використання в соціографії матеріалів соціологічних обстежень і референтних оцінок дає змогу глибше вивчати статику соціальної ситуації, а залучення до аналізу даних соціальної статистики, демографії, експертних розрахунків, прогнозів — більш повно відображати цю статику з поєднанням динаміки соціальних процесів у діахронічному аспекті. Це створює перспективи підвищення рівня наук, аналізу. Значним кроком у вивченні якісних процесів суспільства може стати порівняння рівнів доходів, споживання, життя різних соціальних і статусних (багатих, заможних, забезпечених, бідних, злиденних), і сітусних груп населення з їх потребами (реальними, «рекомендованими», раціональними тощо).
Великі можливості має соціографія у сфері аналізу соціальної активності соціально-психологічних груп населення, міжнародних порівнянь і рангування країн за показниками економічного і соціального рівня виробництва ВВП, споживання товарів та послуг у розрахунку на душу населення.